# Palacio Vistalegre
Het Palacio Vistalegre is een multifunctionele arena in Madrid, Spanje .  De arena werd gebouwd op de plek van de voormalige arena, "Plaza de toros de Vista Alegre". De locatie bestaat uit drie hoofdruimtes: The Arena, The Center en de Sala San Miguel (voorheen bekend als The Box). 

## Geschiedenis
De arena werd in 2000 geopend, biedt plaats aan 14.000 zitplaatsen en heeft 1.015 parkeerplaatsen. 